# Johann Adolf von Zezschwitz

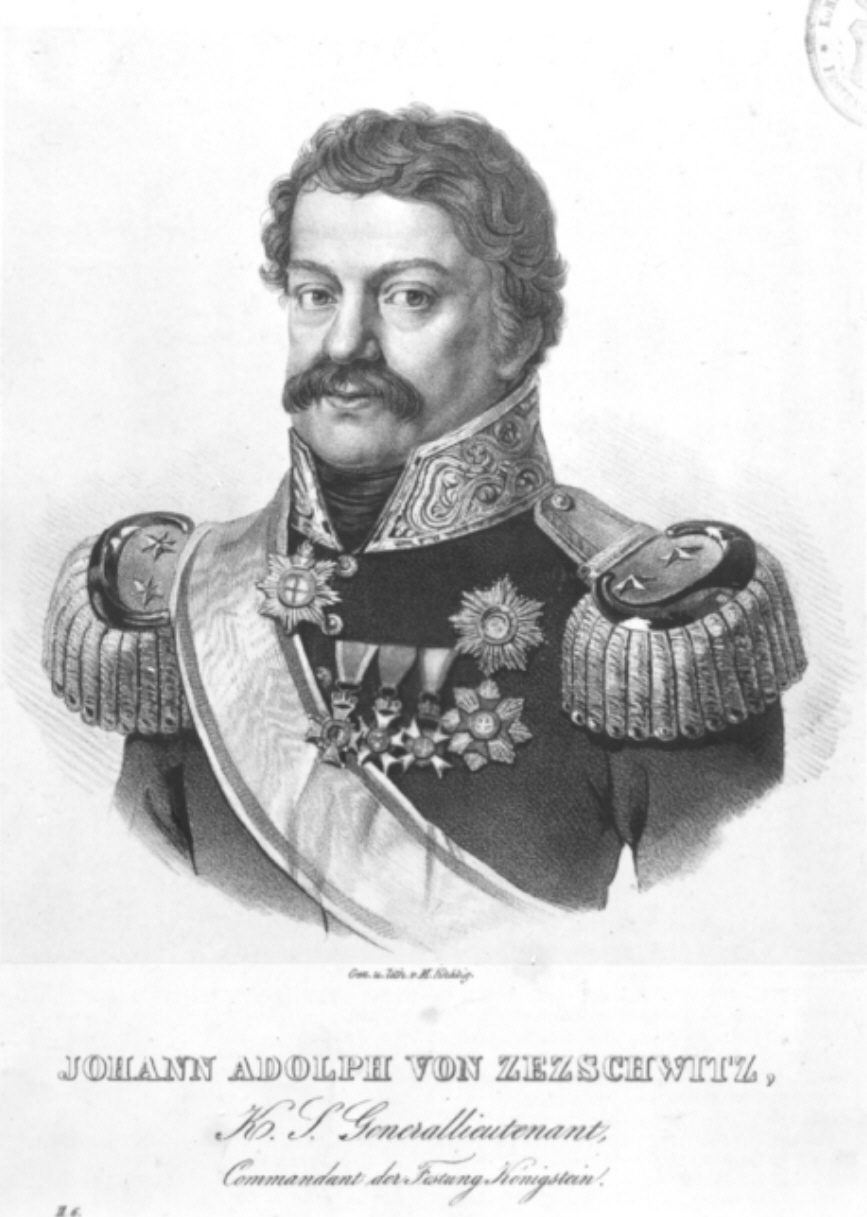
Johann Adolf von Zezschwitz

Johann Adolph oder Johann Adolf Freiherr von Zezschwitz (* 1. März 1779 in Taubenheim in der Oberlausitz oder Herrnhut; † 3. März oder 2. Mai oder 6. Mai 1845 in Königstein) war ein sächsischer Generalleutnant und Kriegsminister.

## Herkunft
Er entstammte dem meißnischen Uradelsgeschlecht Zezschwitz und war der Neffe des sächsischen Generals der Kavallerie Hans Gottlob von Zezschwitz.
Seine Eltern waren Friedrich Gottlieb von Zezschwitz (* 22. Mai 1743; † 6. August 1810) und dessen Ehefrau der Engländerin Sarah Foster (* 12. April 1751; † 1. März 1829).

## Leben
Zezschwitz wurde in der evangelischen Brüdergemeine zu Uhyst (heute Ortsteil von Boxberg/O.L.) erzogen. Er begann 1796 an der Universität Leipzig ein Studium der Rechte. Trotz guter Leistungen folgte er seinen Vorfahren in das sächsische Heer, wo er bereits 1797 zum Lieutenant im Carabiniers-Regiment befördert wurde. Während des Herbstfeldzuges 1806 gehörte er als Ordonnanzoffizier dem Stab seines Onkels an. Von diesem wurde er mit der Nachricht der Niederlage bei Jena und Auerstedt zu König Friedrich August I. gesandt, den er so kennenlernte.
1809 rückte er als Souschef des Generalstabs der 2. Sächsischen Division (General von Polenz) des von Marschall Bernadotte befehligten 9. französischen Armeekorps in das Feld, zog die Aufmerksamkeit des Marschalls auf sich und wurde mit den Entwürfen für die Neugestaltung des sächsischen Heerwesens in das Land geschickt. Als diese Pläne zur Umsetzung gelangten, wurde Zezschwitz, der 1807 zum Premierlieutenant befördert und 1809 Hauptmann und bald darauf Major wurde, Generalstabsoffizier bei der von Generalleutnant von Gutschmidt befehligten Kavalleriedivision. Bei Ausbruch des Krieges 1812 wurde er zum Oberstleutnant befördert und mit dem Kommando über das Ulanenregiment „Prinz Clemens“ ausgestattet. Am 27. Juli 1812 geriet er mit drei Eskadrons der preußischen Heeresabteilung des Generals Heinrich von Klengel im Gefecht von Kobrin in russische Gefangenschaft.
Erst Ende 1813 kehrte er nach Sachsen zurück. Am Feldzug 1814 nahm er im Stab des Oberbefehlshabers des 3. deutschen Armeekorps, zu welchem die neuaufgestellten sächsischen Truppen gehörten, des Herzogs Karl August von Sachsen-Weimar, in Flandern und in Nordfrankreich teil. Nach dem Friedensschluss begleitete er den Herzog auf einer Reise nach Paris und nach England. Als Anfang Juni das 3. Korps aufgelöst wurde und aus den sächsischen Truppen ein gesondertes Korps unter dem Kommando des Generalleutnants Freiherrn von Thielmann gebildet wurde, wurde Oberst von Zezschwitz Chef dessen Generalstabs.
Mitte April 1815 trat Thielmann in preußische Dienste und verließ das Korps. Dadurch fiel Zezschwitz die Leitung der Geschäfte während des Feldzuges 1815 und der Maiereignisse von Lüttich zu. Anschließend führte er die Truppen nach Westfalen, wo sie in einen preußischen und einen sächsischen Teil geschieden wurden. Er schrieb über die Geschehnisse dieser Zeit eine Actenmäßige Darstellung der königlich preußischen Decimation des seinem Eide treugebliebene sächsischen Heeres im Jahre 1815 nieder, die postum – zunächst anonym 1857 in Grimma, dann unter seinem Namen (General von Zeschwitz[!]) 1850 in Leipzig – veröffentlicht wurde (Näheres siehe im Abschnitt Werke).
Zum in Frankreich stehenden Besatzungsheer des Herzogs von Wellington gehörte ein Kontingent von 5000 Sachsen, die unter dem Befehl von Heinrich Adolph von Gablenz standen. Zezschwitz wurde dort Chef des Generalstabes und 1817 zum Generalmajor befördert, bevor er es Ende 1818 in die Heimat zurückführte.
Er ging zunächst als Bundes-Militärbevollmächtigter nach Frankfurt am Main und wurde 1821 der Nachfolger Zeschaus als Präsident der königlich-sächsischen Kriegsverwaltungskammer. Zehn Jahre später wurde diese Stellung umgewandelt und Zezschwitz Staats- und Kriegsminister. Schlagfertig und redegewandt leistete er dem Heer wichtige Dienste in der Ständeversammlung, bis er aus gesundheitlichen Gründen zurücktreten musste.
Er wurde am 5. September 1839 zum Kommandanten der Festung Königstein ernannt.

## Familie
Er heiratete am 5. Juli 1802 Karoline Wilhelmine von Bölzig (* 5. März 1782; † 1. Januar 1856). Das Paar hatte mehrere Kinder:
- Robert Eduard (* 11. Juni 1808; † 24. Oktober 1880), Hofmarschall ⚭ 1833 Harriet Foster (* 4. März 1810; † 21. April 1872)
- Otto Herrmann (* 17. Juni 1811; † 23. Oktober 1859), Rittmeister ⚭ 1834 Marianne Foster (* 22. Oktober 1806; † 8. Juli 1883)
- Oskar Friedrich (* 13. Mai 1819; † 8. Juni 1891), k.u.k Generalmajor ⚭ 1842 Louise Karoline von Glasenapp (* 2. September 1817; † 21. Juni 1892)[5]

## Werke
V. Zezschwitz übersetzte und ergänzte das Werk von:
- M. [Jean Baptiste Honoré Raymond] Capefigue: Le congrès de Vienne dans ses rapports avec la circonscription actuelle de l'Europe. Pologne — Cracovie — Allemagne — Saxe — Belgique — Italie — Suisse. 1814–1846. Comptoir des Imprimeurs-Unis, Comon et Cie., Paris Januar 1847 (VIII, 312 S.). (Titel)

ins Deutsche unter dem Titel:
- Capefigue: 1814 und 1815. Der Wiener Congreß und das heutige Europa. Nebst actenmässiger Darstellung der Königl. Preuß. Decimation des, seinem Eide treugebliebenen Sächsischen Heeres. Von einem alten Sächs. Veteranen. Verlags-Comptoir, Grimma 1847 (336 S.); Scans: Titelblatt; S. 175 ff.: Geschichtliche Darstellung der Sächsischen Armee in den Jahren 1814 und 1815; S. 235 ff.: Beilagen (Akten).

In 2. Auflage unter jeweils veränderten Titeln:
- Capefigue: 1814 und 1815 oder Geschichte des Wiener Congresses. 2. Auflage. 1. und 2. Abth. [Bänden]. Verlags-Comptoir, Grimma 1850 (Band 1: 174 S.). 2. Abth. auch. u. d. T.: G[ener]al von Zeschwitz: Actenmässige Darstellung der königlich preussischen Decimation des  sächsischen Heeres im Jahre 1815. Der Geschichte des Wiener Congresses von Capefigue zweite Abtheilung. Verlags-Comptoir, Grimma 1850 (Band 2: X, 160 S.).